# 台湾柳叶菜
台湾柳叶菜（学名：Epilobium taiwanianum）为柳叶菜科柳叶菜属下的一个种。

## 扩展阅读
- 維基物種上的相關：台湾柳叶菜